# Tendre Symphonie
Pour plus de détails, voir Fiche technique et Distribution.
Tendre Symphonie (Music for Millions) est un film américain en noir et blanc réalisé par Henry Koster, sorti en 1944.

## Synopsis
Barbara, violoncelliste dans l'orchestre de José Iturbi, est enceinte, mais son mari se bat en Europe contre les troupes d'Hitler. Quand il meurt, sa petite sœur « Mike » et les camarades de l'orchestre, tentent de lui cacher la nouvelle.

## Fiche technique
- Titre original : Music for Millions
- Titre français : Tendre Symphonie
- Réalisation : Henry Koster
- Scénario : Myles Connolly
- Musique : George Stoll
- Décors : Cedric Gibbons
- Photographie : Robert Surtees
- Montage : Douglas Biggs
- Producteur : Joe Pasternak
- Société de production : Metro-Goldwyn-Mayer
- Société de distribution : Loew's Inc.
- Pays de production :  États-Unis
- Langue d'origine : anglais américain
- Format : noir et blanc — pellicule : 35 mm — image : 1,37:1 — son : mono
- Genre : comédie dramatique, film musical
- Durée : 117 minutes
- Dates de sortie : 
  - États-Unis : 1er décembre 1944
  - France : 23 mai 1947

## Distribution
- Margaret O'Brien : Mike
- José Iturbi : José Iturbi
- June Allyson : Barbara Ainsworth
- Jimmy Durante : Andrews
- Marsha Hunt : Rosalind
- Hugh Herbert : Oncle Ferdinand
- Harry Davenport : Docteur
- Marie Wilson : Marie
- Larry Adler : Larry
- Ben Lessy : Kickebush
- Connie Gilchrist : l'assistante des voyageurs
- Katharine Balfour : Elsa
- Mary Parker : Anita
- Madeleine Lebeau : Jane
- Ethel Griffies : Mme McGuff

Acteurs non-crédités
- Byron Foulger : M. Perkins
- Ava Gardner
- Edward Gargan : un détective
- Robert Homans : un conducteur de train
- Sam McDaniel : George
- Arthur Space : un colonel
- Lillian Yarbo : Jessie